# Laurentia McLachlan
Laurentia McLachlan OSB (* 11. Januar 1866 in Coatbridge als Margaret McLachlan; † 23. August 1953 in Stanbrook Abbey) war eine schottische Benediktinerin und Äbtissin des Klosters Stanbrook (nahe Worcester, England). Bekannt wurde sie durch ihre kirchenmusikalischen Studien und Briefwechsel mit verschiedenen britischen Persönlichkeiten.

## Leben
Margaret McLachlan war das jüngste der sieben Kinder des Buchhalters Henry McLachlan und dessen Frau Mary, geborene McAleese.
Ab 1881 besuchte Margaret McLachlan, dem Vorbild ihrer älteren Schwester folgend, die Klosterschule in Stanbrook. Ein Besuch in Solesmes 1883 gab den Ausschlag für ihre Entscheidung, Benediktinerin werden zu wollen. Im Februar 1884 trat sie in das Kloster Stanbrook ein. Am 6. September 1884 legte sie die Gelübde als Nonne ab und wählte den Ordensnamen Laurentia.
Laurentia führte ein monstisch-asketisches Leben gemäß der Regula Benedicti und war zugleich mit vielen Aufgaben in ihrer Klostergemeinschaft betraut. Sie wirkte als Organistin und Kantorin, stieß größere und kleine Reformen im geistlichen Leben der Nonnen an und betrieb historische Studien zur Kirchenmusik auf wissenschaftlichem Niveau. Sie trug, zusammen mit Pater Laurence Shepherd OSB, Mönch von Ampleforth, und anderen, maßgeblich dazu bei, den Gregorianischen Choral wieder in England einzuführen. Bahnbrechend war ihre 1905 erschienene Einführung in den Gregorianischen Gesang: Grammar of Plainsong. Das Buch erschien in vier Verlagen und wurde sehr bald ins Deutsche, Französische und Italienische übersetzt.
Einen Namen machte sich Laurentia auch durch die Erschließung mittelalterlicher Manuskripte. Sie unterstützte den Mediävisten André Wilmart OSB bei der Erforschung der Handschriften in der Kathedralbibliothek in Worcester, bei der sie bis dahin unbekannte Predigten des hl. Augustinus identifizierten. Zudem kräftigte sie Freundschaften in der Abgeschiedenheit von Zwiegesprächen, was sie das „Apostolat des Sprechzimmers“ nannte.
Im November 1931 wurde Laurentia zur Äbtissin ihres Konventes gewählt. 1934 verlieh ihr Papst Pius XI. für ihre Verdienste um die Kirchenmusik die Päpstliche Verdienstmedaille Bene Merenti. 46 Jahre hindurch pflegte sie eine Brieffreundschaft mit Sydney Cockerell sowie – durch diesen vermittelt – mit dem Schriftsteller Bernard Shaw, dem sie 1924 erstmals begegnete. Ein Thema, auf das Shaw in seinen Briefen an die Nonne immer wieder zurückkam, war die Kraft des Gebetes. Seine Erfahrungen im Austausch mit Laurentia durch Briefe (Shaw schrieb ihr bis in sein letztes Lebensjahr) und durch Gespräche verarbeitete Shaw in dem Werk Freiheit jenseits des Gitters.

## Nachleben
Die Brieffreundschaft der drei Personen (Laurentia, Cockerell, Shaw) regte Laurentias Mitschwester, die Schriftstellerin Felicitas Corrigan, zu ihrem Buch The Nun, the Infidel, and the Superman (deutsch etwa: Die Nonne, der Ungläubige und der Übermenschliche) an, das 1986 erschien und von Hugh Whitemore zu dem Theaterstück The Best of Friends verarbeitet wurde. Das Stück wurde in der Saison 1988 uraufgeführt und 2006 erneut auf die Bühne gebracht.

## Schriften
- A grammar of plainsong in two parts. Stanbrook Abbey Press, Worcester / Burns & Oates, London / The art & book Co., London / Benziger Brothers, New York, 1905.[12]